# Villa Ricciardi
Villa Ricciardi è una villa neoclassica situata a Napoli, nel quartiere Vomero.
Sorse intorno al 1817 come residenza di Francesco Ricciardi, un avvocato di origine pistoiese, ministro di Gioacchino Murat, che gli aveva conferito il titolo di Conte dei Camaldoli, sulle terre espropriate ai monaci camaldolesi e domenicani.

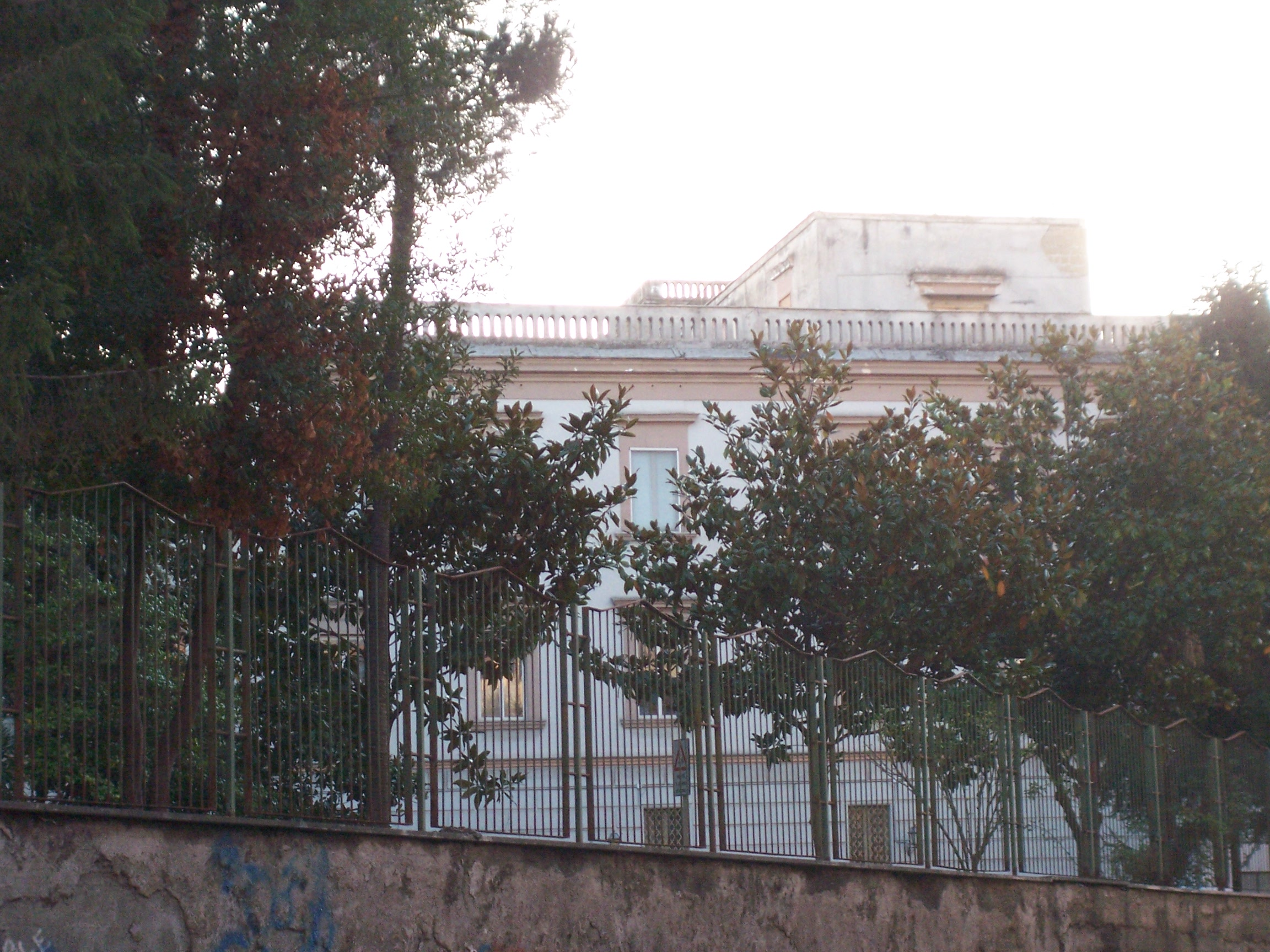
Villa Ricciardi vista da Via di San Domenico

Considerata una delle più belle e vaste proprietà della collina, era circondata da enormi giardini (noti come Hortus Camaldulensis) ricchi di piante rare, che si estendevano dai Camaldoli sino a Soccavo. In questi giardini, comprendenti un antico edificio detto Masseria Miniero, il celebre botanico Friedrich Dehnhardt introdusse o creò nuove specie arboree. La villa ospitò anche Cristiano VIII di Danimarca, Alexandre Dumas padre, Giacomo Leopardi ed il poeta Angelo Maria Ricci vi dedicò un componimento.
Negli anni precedenti la rivoluzione del 1848, il salotto della famiglia Ricciardi era fra i più attivi ed in voga nel mondo culturale partenopeo. Ospitava incontri fra "molte persone intelligenti di entrambi i sessi", animati dagli sposi Ricciardi: Giuseppe Ricciardi, figlio del ministro, e Luisa Granito, oltre che dall'amico Raffaele Liberatore. Il salotto era in quella prima metà del XIX secolo, un punto di riferimento per gli intellettuali della città e per gli ospiti stranieri che vi passavano, fra cui Vittorio Imbriani, Basilio Puoti (che scrisse un elogio funebre per Luisa Granito), Cesare Dalbono, Giuseppina Guacci Nobili, Giuseppe Ferrigni, Carlo Troya, Angelo Maria Ricci. Dopo la morte di Luisa Granito ed il primo esilio di Giuseppe Ricciardi, sua sorella Elisabetta vive per lunghi periodi nella villa del Vomero, almeno fino al suo matrimonio nel 1854.
Il 15 maggio 1848 i filoborbonici saccheggiarono la villa e diedero fuoco alla biblioteca, ricca di manoscritti e di ben 15.000 volumi. 
La villa, agli inizi del XX secolo, era utilizzata come sede della villeggiatura estiva degli allievi del Convitto Vittorio Emanuele; mentre, dal 1956, ospita l'Istituto per non vedenti Domenico Martuscelli.
Dal 1949 al 1952 fu dimora dello scrittore ungherese Sándor Márai, emigrato dopo l'avvento dei comunisti in patria.
L'unica strada che un tempo conduceva alla villa era l'antica Via del Vomero, oggi via Belvedere, che dal Villaggio Vomero raggiungeva la zona, detta Pascone, costeggiando Villa Carafa di Belvedere, Villa Regina e la Masseria Pagliarone; dopo la creazione, nel 1949, di Via Cilea, Villa Ricciardi, il cui parco è ormai di dimensioni molto ridotte rispetto al passato, risulta trovarsi all'incrocio finale tra questa via, via Santo Stefano e via San Domenico.